# Џон Макгинли
Џон Кристофер Макгинли (енгл. John Christopher McGinley; Гринич Вилиџ, Њујорк, 3. август 1959), или познатији као Џон Си Макгинли (енгл. John C. McGinley), амерички је позоришни, филмски и ТВ глумац, сценариста и продуцент.
Најпознатији по улози др Перија Кокса у НБЦ комедији Стажисти и наредника Реда О’Нила у Воду Оливера Стоуна. Играо је у шест Стоунових филмова. 
Познат је и по улогама у играним филмовима: као Боб Слајдел у филму Канцеларијски простор, Капетан Хендрикс у Стени, Марв (Марвин) у Волстриту, Дејвид Блејк у филму Горштак 2: Убрзање, агент ФБИ Бен Харп у филму Тачка прекида и другим. Макгинли је оснивач и члан одбора Светске фондације за Даунов синдром и портпарол Националног друштва за Даунов синдром.